# Will Gluck
Will Gluck (New York, 22 de Março de 1978) é um diretor de cinema americano, produtor de cinema, roteirista e compositor.

## Vida e carreira
Gluck é filho da acadêmica americana e japonóloga Carol Gluck e do arquiteto Peter L. Gluck. Ele começou sua carreira escrevendo para The John Larroquette Show e depois escreveu e produziu para shows como Grosse Pointe, Luis e Andy Richter Controls the Universe.
Ele co-criou e produziu a série Fox, The Loop, com Pam Brady. Ele se tornou diretor de longas-metragens e seu primeiro esforço foi o filme Fired Up, lançado em 20 de fevereiro de 2009. Seu próximo filme foi Easy A de 2010 , estrelado por Emma Stone, Thomas Haden Church, Patricia Clarkson, Stanley Tucci, Lisa Kudrow e Penn Badgley, entre outros, que ele também reescreveu e produziu.
Seu projeto Friends with Benefits foi lançado em 22 de julho de 2011 e é estrelado por Justin Timberlake e Mila Kunis. O elenco inclui Woody Harrelson, Jenna Elfman, Richard Jenkins, Patricia Clarkson e Emma Stone. O filme arrecadou mais de US$ 150 milhões em todo o mundo  e foi indicado ao People's Choice Award (por Mila Kunis), além de uma indicação ao Melhor Filme de Comédia.
Dirigiu o remake de Annie (2014), filmado em Nova York. Estrelou Quvenzhané Wallis, Jamie Foxx, Cameron Diaz, Rose Byrne e Bobby Cannavale. Foi produzido por Gluck, Will Smith, James Lassiter e Jay-Z. Ele arrecadou mais de US$ 139 milhões em todo o mundo.
Ele co-criou, dirigiu e produziu o retorno de Michael J. Fox para 2013-2014 na TV. O Michael J. Fox Show foi aclamado pela crítica e pela primeira semana de audiência de 16 milhões de pessoas.

## Longas-metragens
| Ano  | Filme                       | Diretor | Escritor | Roteiro |
| ---- | --------------------------- | ------- | -------- | ------- |
| 2009 | Fired Up!                   | Sim     | Sim      | Sim     |
| 2010 | Easy A                      | Sim     | Não      | Sim     |
| 2011 | Friends with Benefits       | Sim     | Sim      | Sim     |
| 2014 | About Last Night            | Não     | Não      | Sim     |
| 2014 | Annie                       | Sim     | Sim      | Sim     |
| 2018 | Peter Rabbit                | Sim     | Sim      | Sim     |
| 2020 | Peter Rabbit 2: The Runaway | Sim     | Sim      | Sim     |

## Link externos
- Will Gluck. no IMDb.